# 산아노아
산아노아(Bubalus quarlesi)는 소과 물소속에 속하는 포유류의 일종이다. 인도네시아(술라웨시섬, 부톤섬)의 고유종이다. 몸길이는 150-180cm, 꼬리 길이는 17-25cm, 어깨까지 높이는 60-70cm 정도이다.